# Öde am Gleißenberg
Die Öde am Gleißenberg ist ein vom Landratsamt Münsingen am 31. Mai 1955 durch Verordnung ausgewiesenes Landschaftsschutzgebiet auf dem Gebiet der Gemeinde Hayingen.

## Lage
Das nur knapp 5 Hektar große Landschaftsschutzgebiet liegt etwa 1,5 Kilometer nordöstlich des Pfronstettener Ortsteils Aichelau und 2,5 km südwestlich des Hayinger Stadtteils Ehestetten an der Grenze der beiden Gemeinden. Es gehört zum Naturraum Mittlere Flächenalb.
Geologisch stehen Dolomit-Formationen des Unteren Massenkalks des Oberjura an.

## Landschaftscharakter
Das Landschaftsschutzgebiet ist vollständig mit Sukzessionswald bewaldet.

## Zusammenhängende Schutzgebiete
Nördlich schließt das Landschaftsschutzgebiet Hinter Gleinsgelesberg, im Süden das Landschaftsschutzgebiet Klessenbergtrieb an. Das Gebiet gehört zur Entwicklungszone des Biosphärengebiets Schwäbische Alb.